# Jyllands Kreditforening
Jyllands Kreditforening var et dansk realkreditinstitut, som opstod ved fusion 1. januar 1971 som følge af Realkreditloven af 1970. 1. april 1985 blev virksomheden sammen med Forenede Kreditforeninger fusioneret til Nykredit.
Jyllands Kreditforening dannedes 1. januar 1971 ved sammenslutning af:
- Kreditforeningen af Jydske Landejendomsbesiddere i Nørrejylland (Jydsk Landkreditforening), Viborg, og
- Kreditforeningen af Ejere af mindre Ejendomme på Landet i Jylland (Jydsk Husmandskreditforening), Aalborg

Året efter blev følgende kreditforeninger fusioneret ind i Jyllands Kreditforening 1. januar 1972:
Jydsk Realkreditforening for almindelig realkredit, der var blevet dannet 1. januar 1971 ved sammenslutning af:
- Sønderjyllands Kreditforening, Haderslev og
- Den vest- og sønderjydske Kreditforening, Ringkøbing, samt

Jydsk Realkreditforening for særlig realkredit, der dannedes 1. januar 1971 ved sammenslutning af:
- Købstadshypotekforeningen, Aarhus,
- Landhypotekforeningen for Danmark, Aarhus og
- Aalborg Hypothekforening, Aalborg

## Direktion
Denne liste er ufuldstændig; hjælp gerne med at udfylde den.
- 1972-?: Mogens Høyer
- 1973-?: Søren Hjortshøj Nielsen